# Nemesia hispanica
Espèce
Nemesia hispanica est une espèce d'araignées mygalomorphes de la famille des Nemesiidae.

## Distribution
Cette espèce est endémique d'Espagne.

## Étymologie
Son nom d'espèce lui a été donné en référence au lieu de sa découverte, l'Hispanie.

## Publication originale
- Ausserer, 1871 : Beiträge zur Kenntniss der Arachniden-Familie der Territelariae Thorell (Mygalidae Autor). Verhandllungen der Kaiserlich-Kongiglichen Zoologish-Botanischen Gesellschaft in Wien, vol. 21, p. 117-224 (texte intégral).